# Ozicrypta sinclairi
Ozicrypta sinclairi is een spinnensoort uit de familie Barychelidae. De soort komt voor in Queensland.